# ایوت راسر

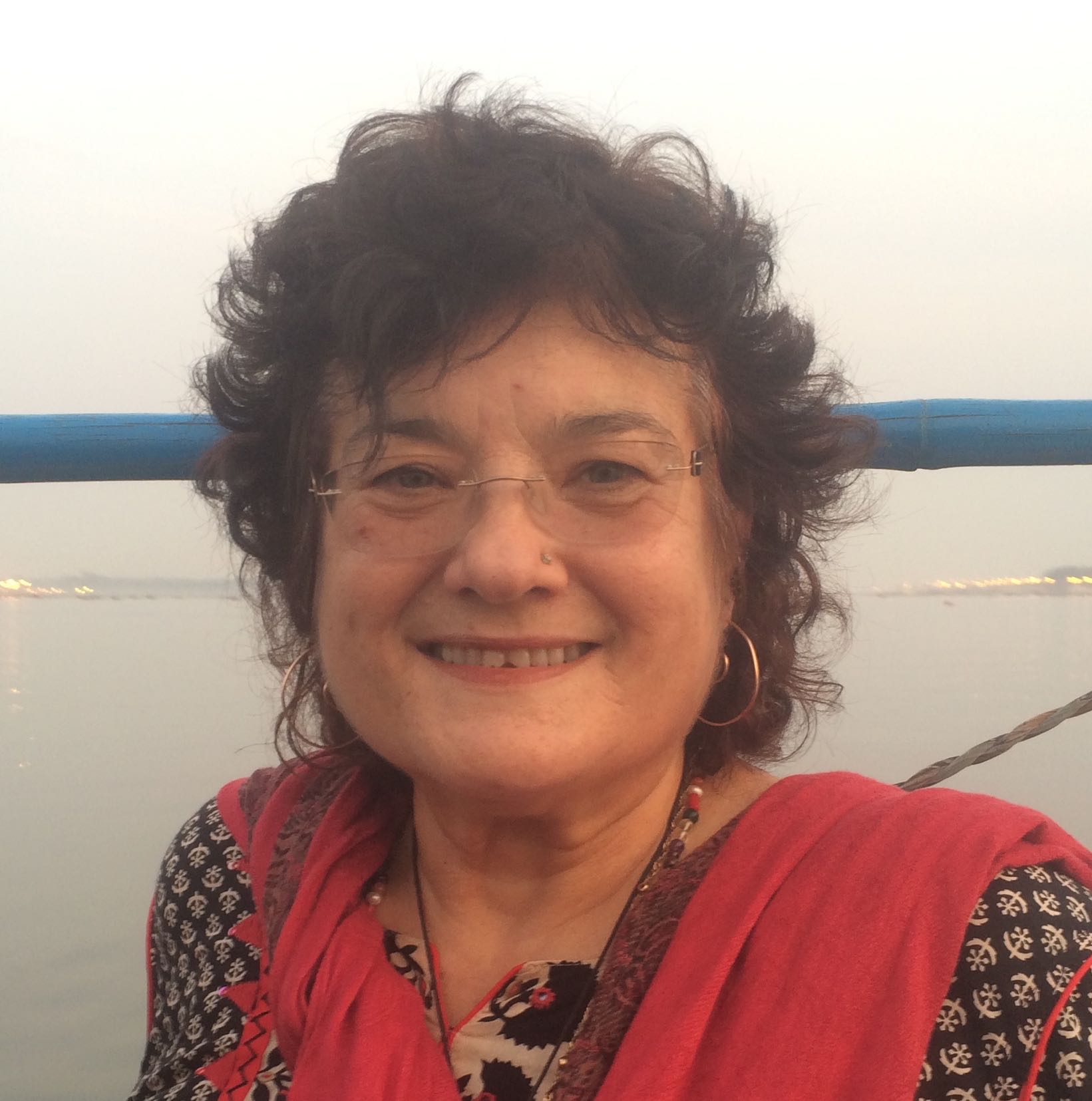
ایوت راسر

ایوت کلر راسر (متولد ۳۱ ژانویه ۱۹۵۲) نویسنده و پژوهشگر آمریکایی است که در زمینه هندوئیسم تخصص دارد و در تبیین افکار و آموزه‌های آن برای مخاطبان غربی نقش داشته است. وی با نام هندی رام رانی نیز شناخته می‌شود.

## زندگینامه
نخستین سفر راسر به هند در سال ۱۹۷۰ رخ داد که طی آن با گورو نیم کارولی بابا دیدار داشت. او به راسر توصیه کرد که تحصیلات خود را ادامه دهد و سپس به تبیین هندوئیسم در غرب بپردازد.  راسر سپس در دانشگاه تگزاس در آستین در رشته مطالعات شرقی تحصل کرده و کارشناسی ارشد خود را به پایان رساند. پایان‌نامه کارشناسی ارشد او به جایگاه هند در علوم اجتماعی و نحوه برخورد با هندوئیسم در این حیطه می‌پردازد. راسر در سال ۲۰۰۳ دکترای خود را با پایان‌نامه‌ای تحت عنوان برنامه درسی در جایگاه سرنوشت: جعل هویت ملی در هند، پاکستان و بنگلادش به پایان رساند که مروری بود بر فرایند تاریخ‌سازی در جنوب آسیا.
راسر نقشی کلیدی در راه اندازی " روز جهانی بدون خشونت " ایفا کرد که از سال ۱۹۹۶ در چهارمین روز ماه آوریل برگزار می شود. او همچنین یکی از بنیانگذاران کمیته یادبود جی. اِم. سید است که به تبیین آموزه‌های غلام مرتضی سید می‌پردازد.
راسر یکی از اعضای کمیته مرکز تحقیقات باچاخان در پیشاور و بنیانگذار ابتکار صلح بادشاه خان (BKPI) است که دکترین عبدالغفار خان را مد نظر دارد.

## گزیده آثار
کتاب ها
- Curriculum as Destiny: Forging National Identity in India, Pakistan, and Bangladesh. University of Texas at Austin, 2003 (PDF, online – Dissertation).
- Islamization of Pakistani Social Studies Textbooks. Rupa & Co., New Delhi 2003, ISBN 81-291-0221-8.
- Indoctrinating Minds: Politics of Education in Bangladesh. Rupa & Co., New Delhi 2004, ISBN 81-291-0431-8.
- Mukti Bahini to Jihad: The Evolution of Historiography in Bangladesh. Observer Research Foundation, New Delhi, Indien.

مقالات
- "Pervasive Pedagogical Paradigms". SAGAR (South Asian Graduate Research Journal). 3 (1). Spring 1996.
- "Sindh Memories". Daily Sindh (به Sindhi). Hyderabad, Pakistan. 1997-10. {{cite news}}: Check date values in: |date= (help)نگهداری یادکرد:زبان ناشناخته (link)
- "Hegemony and Historiography: Politics of Pedagogy". Asian Review. Dhaka, Bangladesh. 1999.
- T. S. Rukmani
- "Be Indian, buy Indian". The Hindu. 2000-10-01. Archived from the original on 13 March 2007. Retrieved 26 November 2021.
- "The Clandestine Curriculum: The Temple of Doom in the Classroom". Education About Asia. Association of Asian Studies. 6 (3). Winter 2001.
- "Are the Taliban Coming?". The Friday Times. Lahore, Pakistan. 2001-03-13.
- "Pakistani Perspectives of India". MANUSHI: A Journal About Women and Society. New Delhi. 2001-07. {{cite journal}}: Check date values in: |date= (help)
- "Internationalizing Teacher Education: Preparedness to Teach About India". Teaching South Asia. Project South Asia at Missouri Southern State College. Fall 2001. ISSN 1529-8558.
- Santosh Saha
- "Cognitive Dissonance in Pakistan Studies Textbooks: Educational Practices of an Islamic State". Journal of Islamic State Practices in International Law. 1 (2). 2005-06. ISSN 1742-4941. {{cite journal}}: Check date values in: |date= (help)
- Troubled Times: Sustainable Development and Governance in the Age of Extremes
- Infinity Foundation (Hrsg.)        
  - اسلاف روانکاوی استعماری ، صص 132-145
  - کریپال روی کاناپه در کلکته ، صص 152-168
  - مجله دانشگاه شیکاگو: مبهم کردن مسائل ص 378-396